# 勐戛镇
勐戛镇是云南省德宏傣族景颇族自治州芒市下辖的一个镇，位于芒市南部，民国时期曾是潞西设治局的驻地。

## 历史
历史上，勐戛地区位于芒市、遮放、勐板三土司辖境的交界处，今勐戛镇政府所在地勐戛村位于芒市土司下辖的南练境内。1915年芒遮板行政区成立，公署驻勐戛，1929年改称芒遮板设治局，1934年更名潞西设治局，直至1949年3月局署迁往芒市:22。1936年，国民政府在潞西地区推行乡镇建制，成立勐戛镇，隶属潞西设治局第一区，1938年更名潞西镇，1945年更名崇仁镇，1946年撤销。中华人民共和成立后，隶属潞西县芒市区的南练乡。1953年，芒市区南练乡、遮放区浩然乡与勐板区合并，成立勐戛区，下辖勐戛乡。1958年实行人民公社化运动，改置边跃公社、火箭公社，1959年取消公社，恢复勐戛区。1969年再次实行人民公社化运动，勐戛区改称红心公社，1971年恢复原名。1984年，恢复区乡建制；1987年12月，勐戛区改为县辖勐戛镇，原勐戛乡改称勐戛办事处（现称勐戛村）。:25-31

## 地理
勐戛镇总面积356平方千米，距离芒市33千米，有国境线4.5千米；2020年有人口19,735人，汉族占92.65%（2019年）:83。勐戛镇为山区镇，整体地势东北高、西南低。境内最高峰是东南部与中山乡交界处，海拔2,566米；最低点老缅城村，海拔950米。境内河流属怒江流域，主要河流有香柏河、勐戛河等。三仙洞、仙佛洞位于勐戛境内。:2557

## 行政区划
勐戛镇下辖以下地区：
勐戛村、勐稳村、勐旺村、象塘村、芒牛坝村、杨家场村、三角岩村、大新寨村和团箐村。

## 经济
2016年，勐戛镇有耕地面积61,712亩，农业总产值24,803万元，主要作物有水稻、玉米、小麦、茶叶、咖啡、澳洲坚果、油茶、核桃、竹子、甘蔗、油菜等，种植橘子、李子、桃子等温带亚热带水果。2011年有规模以上工业企业3家，全年社会商品销售额2,568万元，财政收入106万元。:2558

## 基础设施
勐戛镇有8所小学和1所初中，镇内建有文化站1个、卫生院1所。镇内有县乡级公路35条，总长278.2千米，乡村公路通达率100%，236省道过境。:2559